# Ingresso libero
Ingresso libero è il primo album in studio del cantautore italiano Rino Gaetano, pubblicato nel 1974.

## Descrizione
L'album seguì di un anno il primo singolo del cantautore, I love you Marianna, pubblicato con lo pseudonimo Kammamuri's. È perciò il primo lavoro firmato col suo vero nome. È anche l'unico dei suoi album in studio a non prendere il nome dalla traccia d'apertura, né da altre. La copertina originale del disco era apribile e riportava un breve racconto scritto dall'autore e i testi delle canzoni ma non la lista dei musicisti.

### I brani
- Tu, forse non essenzialmente tu parla della relazione tra Rino Gaetano e il suo amico Bruno Franceschelli e fu pubblicato anche come singolo.
- Ad esempio a me piace...il sud fu incisa inizialmente da Nicola Di Bari per Canzonissima.
- A.D. 4000 d.C. ha un testo nonsense vagamente incentrato sul trascorrere del tempo, a partire dalla datazione ridondante del titolo, contenente sia A.D. (Anno Domini), sia d.C. (dopo Cristo), che hanno lo stesso significato.
- A Khatmandu allude all'uso di droghe leggere.
- Supponiamo un amore immagina l'intero svolgimento di una relazione sentimentale, fino a prevederne la triste conclusione.
- E la vecchia salta con l'asta è una favola di ambientazione medievale in cui un cavaliere parte alla ricerca dell'amore vero, non pago di quello «di tre cortigiane» e «del nettare di tre damigiane».
- Agapito Malteni il ferroviere è liberamente ispirata alla canzone La locomotiva di Francesco Guccini, di cui riprende l'idea di un macchinista che decide di dirottare un treno per protesta: a differenza del brano di Guccini, la storia si interrompe prima che il protagonista attui il suo proposito.
- I tuoi occhi sono pieni di sale si compone, eccetto l'introduzione, di strofe tutte simili tra loro: cambiano solamente il soggetto della frase del titolo ("occhi", "bocca", "corpo" e "mente"), e il verbo che conclude ciascuna strofa: «...di quel sale che a pensarci ti vien voglia di guardare/baciare/sognare/pensare».
- L'operaio della FIAT «la 1100» richiama le vicende dell'autunno caldo del 1969-70 e racconta di un dipendente dell'azienda torinese il quale, pronto per un fine settimana di svago, trova la sua autovettura Fiat 1100 bruciata da ignoti.

## Tracce
Testi e musiche di Rino Gaetano.
Lato A
1. Tu, forse non essenzialmente tu – 3:35
2. Ad esempio a me piace ...il sud – 4:12
3. A.D. 4000 d.C. – 3:40
4. A Khatmandu – 2:52

Lato B
1. Supponiamo un amore – 3:40
2. E la vecchia salta con l'asta – 3:31
3. Agapito Malteni il ferroviere – 2:49
4. I tuoi occhi sono pieni di sale – 2:52
5. L'operaio della FIAT «la 1100» – 2:49